# Longaniza pied-noir
La longaniza pied-noir (llamada simplemente longanisse en francés) es una tradicional salchicha picante de la gastronomía pied-noir, aunque deriva de la longaniza española.
Se compone de carne magra (preferiblemente jamón y grasa de cerdo magra y grasa embutida en tripa de oveja y tiene un diámetro de ~2'4 cm. Su sabor particular proviene de la mezcla de especias con las que se condimenta, que incluye anís verde, canela, pimiento morrón, sésamo en polvo, ajo, nuez moscada, sal y pimienta. Para darle su sabor particular, se le incluye 1gr de pimienta cayena por kg de carne. Opcionalmente, vino blanco.
La longaniza pied-noir se consume fresca, a la parrilla, seca o semiseca, cocinada o no. De longaniza se rellena el hojaldre de longaniza (feuilletés à la longanisse) y la coca argelina.
En la gastronomía española, la gastronomía portuguesa (linguiça) y la gastronomía italiana también se producen longaniza, aunque dependiendo de la región varía la condimentación.